# Metodism

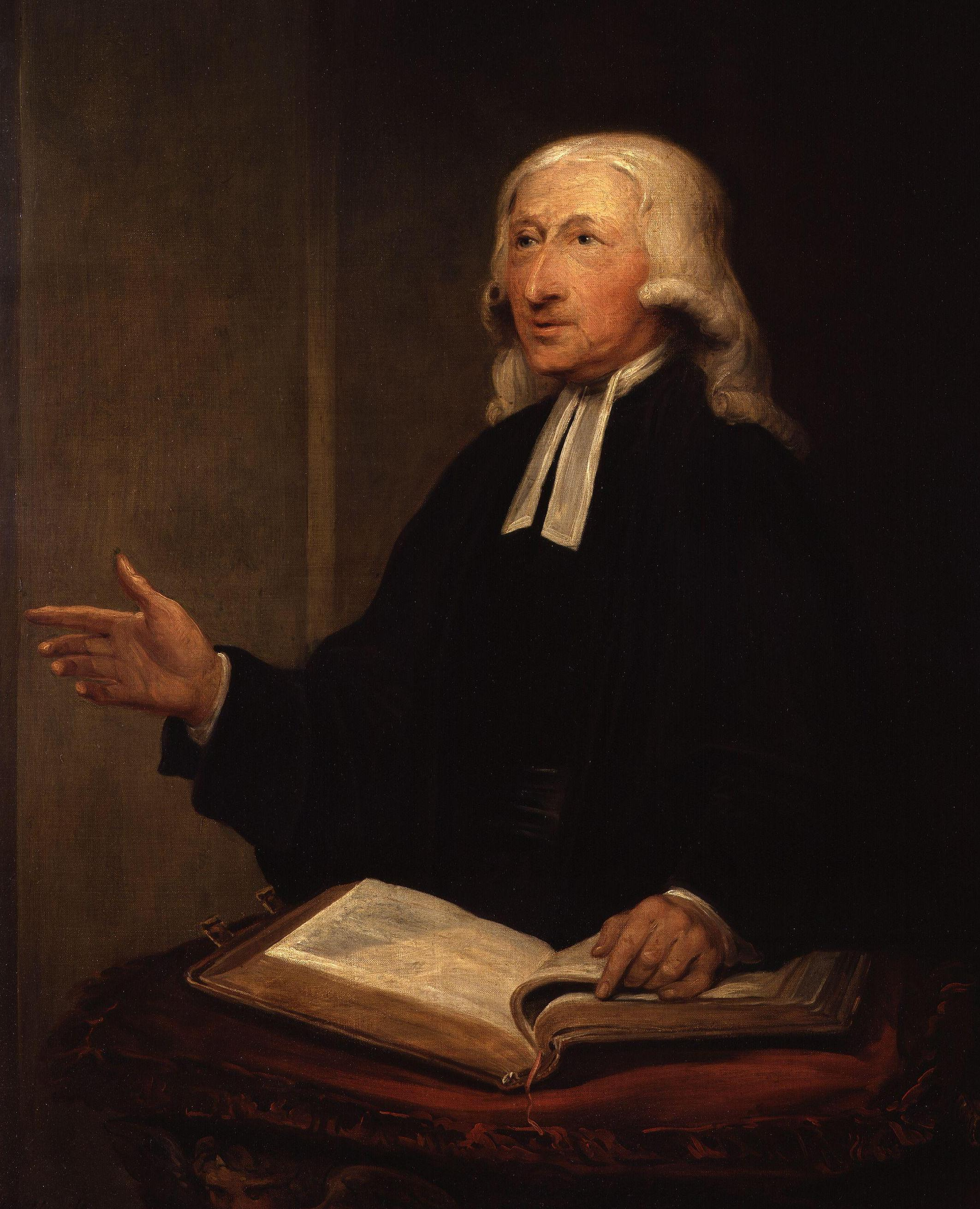
John Wesley (1703-1791), întemeietorul mișcării metodiste

Metodismul este o doctrină religioasă protestantă care preconizează practicarea "metodică" a pietății și a evlaviei. Curentul metodist își are originea în Anglia, unde a fost introdus în secolul al XVIII-lea de John Wesley (1703-1791).
Alți lideri importanți ai mișcării metodiste au fost George Whitefield și Charles Wesley (fratele lui John Wesley). Metodismul a apărut ca fiind o mișcare de renaștere spirituală în cadrul bisericii Anglicane și a devenit o biserică separată după moartea lui John Wesley. Datorită unei viguroase activități misionare, metodismul s-a răspândit rapid în Imperiul Britanic și în Statele Unite, iar astăzi pretinde că ar avea aproximativ 80 de milioane de adepți.
Prima Biserică Metodistă Unită a luat ființă în România sub acceptul Episcopiei pe Europa Centrală de Sud-Est și Africa de Nord, în data de 4 septembrie 2011. Unul din scopurile principale ale bisericii este: trăirea în unitate cu celelalte denominațiuni.

## În prezent
Aproape toate bisericile metodiste sunt membre ale Consiliului Mondial Metodist, ale cărui sedii sunt situate la Lacul Dzhunalaska, Carolina de Nord, SUA.
În prezent există mai multe conferințe ale Bisericii Metodiste Unite Eurasiatice. Din 2005 până în 2012 a fost condusă de episcopul Hans Vaxby, de la sfârșitul lui 2012 - Edward Hegay.
Cel mai vechi lăcaș de cult deținut de metodiști este Biserica Sfântul Egidiu⁠(en)[traduceți] din Erfurt, construită ca mănăstire benedictină în 1324. Cel mai mare lăcaș de cult este Templul din Chicago, al cărui vârf este situat la o altitudine de 173 de metri.
Acest templu a fost construit în 1923 de Congregația metodistă americană (astăzi Biserica Metodistă Unită) și este cel mai vechi zgârie-nori din Chicago.

## Teologi
- Stanley Hauerwas (n. 1940), profesor la Duke University